# Penarth (Kammergrab)

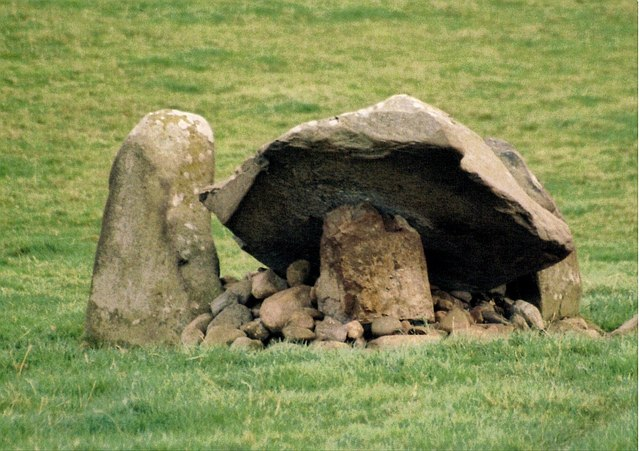
Penarth - Kammergrab

Penarth ist ein Kammergrab (englisch chambered tomb - walisisch Siambr gladdu) auf einer Weide, östlich von Aberdesach über der Caernarfon Bay bei Caernarfon in Gwynedd in Wales. Das 100 m vom Fahrweg entfernte Denkmal umfasst die zusammengebrochenen Reste eines Portal Tombs aus der Jungsteinzeit (4400 bis 2900 v. Chr.). Als Portal Tombs werden auf den Britischen Inseln Megalithanlagen bezeichnet, bei denen zwei gleich hohe, aufrecht stehende Steine mit einem Türstein dazwischen, die Vorderseite einer Kammer bilden, die mit einem zum Teil gewaltigen Deckstein bedeckt ist.
Die rechteckige Nord-Süd orientierte Kammer ist 1,52 m lang und besteht aus drei Tragsteinen und einem Deckstein. Der etwa rechteckige 2,2 m lange, 2,05 m breite und maximal 0,7 m dicke Deckstein liegt auf einem 0,75 m hohen Stein, der zusammen mit Lesesteinen die Mitte der Kammer ausfüllt. Es gibt zwei seitliche Pfosten, die 1,2 m und 1,0 m hoch sind.
In der Nähe liegt das Portal Tomb von Bachwen.